# Juliette van Ardenne
Juliette van Ardenne (Den Haag, 10 oktober 1983) is een Nederlands actrice. Ze is bij het grote publiek vooral bekend geworden door haar rol als Sira Schilt in de serie en de films van ZOOP.

## Levensloop
Na haar middelbare school volgde van Ardenne de vooropleiding voor de toneelschool aan het Utrechts Centrum voor Kunsten. Daarna begon ze aan de opleiding docent Drama aan de hogeschool van Kunsten in Arnhem. Van Ardenne speelde de rol van Sira Schilt in de Nickelodeon-jeugdserie ZOOP en later ook in de ZOOP-films Zoop in Afrika (2005), Zoop in India (2006) en Zoop in Zuid-Amerika (2007). In juli 2023 kwam ze met de oud-hoofdrolspelers na bijna twintig jaar weer bij elkaar in de televisiespecial ZOOP: De Reünie.
Later speelde ze een grote gastrol in de BNN-serie Onderweg naar Morgen. Van Ardenne behoorde vanaf augustus t/m november van datzelfde jaar bij de vaste cast van de serie. Van begin januari 2011 tot en met eind februari 2011 te zien als het personage Amber de Wilde in de RTL 4-soap Goede tijden, slechte tijden, in september 2024 maakte Van Ardennen na ruim dertien jaar haar terugkeer in de soap. Ze was hierin vervolgens tot januari 2025 te zien.
Vanaf 2012 tot en met 2017 speelde Van Ardenne de rol van doktersassistente Kim in de televisieserie Dokter Tinus op SBS6.
In 2014 was Van Ardenne een van de achttien deelnemers in het vijftiende seizoen van Expeditie Robinson.
Van januari 2018 tot en met februari 2020 was Van Ardenne als Lotte van Hees te zien in de BNNVARA-televisieserie Smeris.

## Privé
Van Ardenne beviel in februari 2016 van haar eerste kind, een dochter. In juni 2018 beviel ze van een zoon.

## Discografie

### Singles
| Lied                                  | Verschijnen  | Album | Hitlijsten  | Hitlijsten  | Hitlijsten   | Hitlijsten   | Opmerkingen          |
| Lied                                  | Verschijnen  | Album | NL (Top 40) | NL (Top 40) | NL (Top 100) | NL (Top 100) | Opmerkingen          |
| Lied                                  | Verschijnen  | Album | Piek        | Weken       | Piek         | Weken        | Opmerkingen          |
| ------------------------------------- | ------------ | ----- | ----------- | ----------- | ------------ | ------------ | -------------------- |
| Zoop in Afrika (Djeo Madjula)         | 27 juni 2005 | —     | 12          | 10          | 4            | 18           | met gehele ZOOP-cast |
| Zoop in India (Magisch avontuur)      | 5 juni 2006  | —     | 30          | 4           | 9            | 16           | met gehele ZOOP-cast |
| Zoop in Zuid-Amerika (Baila Mi Tango) | juni 2007    | —     | —           | —           | 63           | 5            | met gehele ZOOP-cast |